# Saint-Offenge-Dessus
Saint-Offenge-Dessus là một xã thuộc tỉnh Savoie trong vùng Auvergne-Rhône-Alpes ở đông nam nước Pháp.